# جزئي حقيقي
الجزئي الحقيقي ما يمنع نفس تصوره من وقوع الشركة فيه، كزيد، ويسمى جزئيا لأن جزئية الشيء إنما هي بالنسبة إلى الكلي، والكلي جزء الجزئي، فيكون منسوبا إلى الجزء، والمنسوب إلى الجزء جزئي. وبإزائه الكلي الحقيقي.